# Doom (jeu vidéo, 1993)
Pour les articles homonymes, voir Doom (homonymie).
Doom, ou DOOM,, est un jeu vidéo de tir à la première personne (en anglais First person shooter ou FPS), développé et édité par id Software et publié le 10 décembre 1993.
Doom fait partie des premiers jeux vidéo à utiliser des graphismes en 3D immersive, à présenter un mode de jeu multijoueur en réseau et à permettre aux joueurs de créer leur propre contenu pour le jeu.
Distribué en tant que shareware (partagiciel, que l'on peut essayer gratuitement de manière limitée), Doom a été téléchargé approximativement 10 millions de fois en une année, popularisant ainsi un type de gameplay et engendrant une sous-culture par lui-même.
Signe de son influence sur l’industrie du jeu vidéo de son époque, les jeux de tir à la première personne suivant Doom  au milieu des années 1990 furent plus connus sous l’appellation de « Doom clone » ou de « Doom like ». Cependant, ses graphismes et sa violence interactive ont fait l'objet de plusieurs polémiques, dépassant le milieu du jeu vidéo. Selon l'éditeur GameSpy, Doom a été élu par un panel de professionnels comme le meilleur jeu vidéo de tous les temps.
La série Doom s'est prolongée avec Doom II: Hell on Earth (1994) et plusieurs extensions, dont The Ultimate Doom (1995), Master Levels for Doom II (1995), et Final Doom (1996). Originellement développé pour le système DOS sur Compatible PC, le jeu a ensuite été porté (adapté) sur un grand nombre d’autres plates-formes informatiques, comprenant notamment une dizaine de consoles de jeu.
Au milieu des années 1990, la série Doom perd de son influence alors que la technologie de son moteur graphique, le Doom engine est supplantée, bien que les fans continuent à créer du contenu, à améliorer des records de jeu (speedrun), ou à modifier le code source — qui est libéré en 1997.
Doom refait parler de lui en 2004 avec la sortie de sa suite Doom 3 et, en 2005 avec le film Doom, une adaptation peu fidèle du jeu qui fera un flop.
Un reboot de la franchise, intitulé Doom, développé en collaboration avec Bethesda Softworks, sort en 2016 et signe le grand retour de la licence pour connaître un franc succès. En effet, à la différence de Doom 3 qui se montrait plus comme jeu de survie, ce redémarrage de la franchise Doom revient aux sources tout en étant novateur, avec un jeu qui fait la part belle à un gameplay frénétique et très violent. Deux épisodes, Doom Eternal et Doom: The Dark Ages, suivent en 2020 et 2025, respectivement.

## Trame

### Univers

Logo de lUnion Aerospace Corporation dans Doom 3.

Doom se déroule dans un univers fictif mélangeant des éléments de science-fiction et d’horreur. Le joueur y incarne un Marine spatial (surnommé le Doomguy) ayant été transféré sur la planète Mars après avoir assailli un officier supérieur lui ayant ordonné de massacrer des civils sans défense. Il est alors forcé de travailler pour l'Union Aerospace Corporation (UAC), un complexe militaro-industriel interplanétaire traitant des déchets radioactifs, mais que l'armée utilise également pour mener des expériences secrètes sur la téléportation entre Mars et ses deux lunes, Phobos et Deimos.
Peu avant le début du jeu, les expériences menées par l'armée provoquent l'ouverture d'un portail interdimensionnel avec l'Enfer, permettant à une horde de créatures démoniaques d'envahir Phobos. Peu de temps après, Deimos disparaît des radars avant qu'une équipe, incluant le Doomguy qu'incarne le joueur, ne soit envoyée sur Phobos pour secourir les survivants. L’équipe infiltre alors la base se trouvant sur Phobos, le Doomguy couvrant leurs arrières, mais celle-ci ne tarde pas à être décimée.

### Scénario
Ne pouvant manœuvrer le vaisseau spatial seul, le Doomguy comprend que son seul espoir est de pénétrer dans la base de Phobos afin de stopper l'invasion démoniaque. Pour cela, il doit compléter trois épisodes constitués chacun de huit niveaux.
Dans le premier épisode — Knee-Deep in the Dead — il explore le complexe militaire de Phobos jusqu'à découvrir un portail interdimensionnel le menant directement sur l'autre lune de Mars. Dans le deuxième épisode — The Shores of Hell — il doit traverser la base de Deimos, celle-ci ayant été distordue par l'influence démoniaque. Après avoir vaincu le puissant Cyberdemon, il découvre que Deimos flotte maintenant au-dessus de l'Enfer. Dans le troisième épisode — Inferno —  le Doomguy lutte contre les démons de l'Enfer jusqu'à faire face au Spiderdemon, le démon ayant planifié l'invasion de la Terre. Après l'avoir vaincu, il découvre un portail de téléportation qui le ramène sur Terre. Il découvre alors que celle-ci a été envahie par les démons.

## Système de jeu

### Présentation
Doom est un jeu de tir à la première personne reprenant les concepts introduits par id Software dans Wolfenstein 3D. Comme dans celui-ci, le joueur évolue dans des environnements en trois dimensions qu’il peut observer en vue subjective ou en vue à la troisième personne. L'objectif du joueur est de traverser trois séries de niveaux, chaque niveau du jeu étant peuplé de créatures hostiles que le joueur doit combattre, à l’aide d’armes qu’il récupère au fur et à mesure de sa progression, pour pouvoir avancer et en atteindre la sortie.

### Ennemis

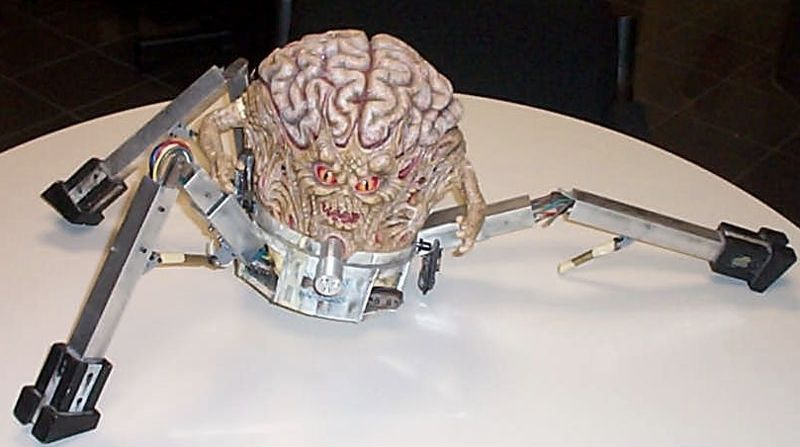
Reproduction du Spider Mastermind, un des boss de fin dans Doom.

Au fur et à mesure qu’il progresse dans le jeu, le joueur est amené à affronter des ennemis de plus en plus nombreux et de plus en plus puissants, mais ayant chacun des points forts et des points faibles. Il peut en effet faire face à une dizaine de types de monstres différents, chacun combattant de manière différente, étant plus ou moins résistant et plus ou moins sensible aux effets des armes dont le joueur dispose.
Les premiers ennemis que le joueur rencontre sont par exemple de simples soldats armés de fusils d'assaut, le joueur étant ensuite amené à affronter des monstres disposant de capacités spécifiques. Les Imps peuvent par exemple lancer des boules de feu, alors que les Démons sont des créatures très rapides n'attaquant le joueur qu'au corps à corps. D'autres types de créatures comme les Cacodemons peuvent également voler. Outre ces monstres de base, le joueur est également amené à affronter un boss — comme le Cyberdemon ou le Spiderdemon — à la fin de chacun des trois épisodes du jeu.

### Équipement
Pour combattre les nombreux ennemis présents dans le jeu, le Doomguy ne dispose au départ que de ses poings, ne pouvant être utilisés qu’au corps à corps, et d'un pistolet lui permettant d'attaquer à distance mais qui nécessite des munitions. Au fur et à mesure qu’il progresse, le joueur est amené à découvrir de nouvelles armes de plus en plus puissantes.
Le minigun utilise par exemple les mêmes munitions que le pistolet mais dispose d'une cadence de tir beaucoup plus élevée, ce qui double sa puissance de feu. Certains monstres s'avèrent d'ailleurs incapables de répliquer lorsqu'ils sont pris dans une rafale de minigun. Le fusil à pompe est au contraire plus lent mais permet d'infliger des dégâts très importants à faible distance. Le lance-roquettes est encore plus puissant mais ses projectiles n’atteignent pas immédiatement leur cible, permettant parfois aux monstres de les esquiver. Enfin, le fusil à plasma et le BFG 9000 (en) projettent de l’énergie à une cadence plus ou moins élevée. À part les poings et la tronçonneuse, chaque arme nécessite un certain type de munitions que le joueur peut récupérer en explorant les niveaux,.
En plus des armes, de nombreux bonus sont disponibles dans le jeu. Les plus fréquents – les trousses de soins et les blindages – permettent respectivement de se soigner et d’absorber une partie des dégâts subis par le personnage. Certains bonus, beaucoup plus rares et souvent dissimulés dans un passage secret, donnent au joueur des bonus spéciaux permettant par exemple de devenir invisible ou invulnérable. Certains de ces objets peuvent être piégés, le joueur pouvant déclencher un mécanisme dangereux ou faire apparaître des monstres en s'en emparant.

### Interface
L’interface du jeu est similaire à celle de Wolfenstein 3D. La majeure partie de l’écran est occupée par ce que voit le joueur, c’est-à-dire l’environnement et les ennemis en face de lui. En bas au centre de cette zone, le joueur peut voir quelle arme se trouve dans sa main. Le bas de l’écran est occupé par une barre présentant l'inventaire et le statut du personnage. Celle-ci liste les armes et la quantité de munitions dont le joueur dispose et indique la quantité de points de vie et de blindage que le joueur possède. Au centre de la barre de statut se trouve également un portrait du personnage dont l’état s’aggrave au fur et à mesure qu’il perd des points de vie.

### Modes de jeu
Doom dispose de deux modes de jeu différents. Dans le mode solo, le joueur peut d'abord choisir le niveau de difficulté et l'un des trois épisodes du jeu, chacun étant composé de plusieurs niveaux, qu'il souhaite compléter. Le joueur accède ensuite au premier niveau de l'épisode sélectionné puis progresse de manière linéaire à travers huit niveaux de difficulté croissante jusqu'à affronter un boss. Pour passer d'un niveau au suivant, le joueur doit trouver une salle de sortie, généralement indiquée par un panneau Exit. Lorsque le personnage contrôlé par le joueur vient à mourir, il est automatiquement ressuscité au début du niveau dans lequel il se trouvait mais perd les armes, les munitions et les bonus dont il disposait.
Le jeu dispose également d'un mode multijoueur permettant de jouer en coopération ou en match à mort (deathmatch) en réseau local, via les protocoles IPX ou TCP/IP. Le mode coopération permet de rejouer à plusieurs (entre deux et quatre joueurs) les niveaux du mode solo, une option permettant aux objets ramassés par les joueurs de réapparaître immédiatement. Quand un joueur meurt, il réapparaît immédiatement au début du niveau, mais en ayant perdu tout son équipement. Le mode « match à mort » permet à plusieurs joueurs de s’affronter, chacun pour soi ou en équipe, dans des niveaux créés spécialement pour ce mode de jeu.

## Développement

### Équipe de développement
- Programmation : John Carmack, John Romero et Dave Taylor
- Conception : Sandy Petersen
- Artistes : Adrian Carmack et Kevin Cloud
- Bande originale : Robert Prince[14]

### Programmation
Après la sortie de Wolfenstein 3D en mai 1992, l’équipe de développement d’id Software se concentre sur le développement d’une suite, baptisée Spear of Destiny. Cette dernière étant basée sur le même moteur de jeu que Wolfenstein 3D, elle ne nécessite que peu de travail en matière de programmation, permettant au programmeur John Carmack de commencer à faire des recherches visant à créer une nouvelle génération de moteur graphique.
Une de ses premières expérimentations aboutit à la création du moteur de jeu de ShadowCaster, que Carmack programme en s’isolant du reste de l’équipe d’id Software pendant une longue période afin d’éviter toute distraction. Pour celui-ci, Carmack parvient à implémenter un certain nombre de nouvelles fonctionnalités, incluant notamment le mapping de textures sur les sols, les plafonds et les plans inclinés. Le moteur de jeu ainsi obtenu tourne cependant deux fois moins vite que celui de Wolfenstein 3D, mais Shadowcaster étant un jeu d'aventure, il estime cela suffisant. Carmack continue ensuite d'améliorer son nouveau moteur.

### Conception
La conception de Doom commence à proprement parler en septembre 1992 après la sortie de Spear of Destiny. Tom Hall propose au départ d’utiliser le moteur de jeu alors développé par John Carmack pour créer une version en trois dimensions de Commander Keen mais cette idée est rapidement écartée par le reste de l’équipe. John Carmack propose alors un nouveau concept basé sur l’affrontement entre démons et technologie et dans lequel le joueur affronte des créatures venues de l’enfer avec des armes sophistiquées. Le concept plaît immédiatement à John Romero, puis à Kevin et Adrian, et l’équipe ne tarde pas à imaginer un jeu mélangeant l’univers du film Alien avec celui de film d'horreur de série B comme Evil Dead II. S’inspirant d’une réplique de Tom Cruise dans le film La Couleur de l'argent de Martin Scorsese, John Carmack décide alors de baptiser le jeu Doom.
Si ce concept de base est accepté par l’ensemble des membres de l’équipe, des divergences apparaissent rapidement sur la mise en place de celui-ci. Tom Hall, le directeur créatif du studio, ne souhaite en effet pas faire de Doom un autre jeu de tir dépourvu de scénario et envisage de créer un jeu plus profond avec une approche cinématographique. Il propose notamment de raconter l’histoire d’une équipe de scientifiques étudiant un étrange phénomène sur la Lune et devant faire face à une invasion de démons venus de l’enfer lorsque cette anomalie se transforme en déchirure de l’espace-temps. Si John Romero soutient au départ son idée, il n’en est pas de même de Carmack pour qui le scénario d’un jeu vidéo n’a aucune importance et qui envisage d’utiliser les nouvelles possibilités de son moteur de jeu pour créer un monde ouvert dans lequel le passage d’un niveau à l’autre se ferait de manière invisible pour le joueur.
Réalisant le potentiel du moteur développé par Carmack, Romero se rallie finalement à l’idée de celui-ci et Tom Hall commence à rédiger un document de conception basé sur ce concept et étoffant le scénario, les personnages et leurs motivations. Le scénario qu’il propose dans ce document, surnommé la « Bible de Doom », commence alors que le joueur est affecté à une base militaire effectuant des expériences sur une lune lointaine, la situation tournant mal lorsque les scientifiques ouvrent accidentellement un portail relié à l'enfer, déclenchant ainsi une invasion de créatures démoniaques. Tom Hall y décrit également la première scène du jeu dans laquelle un groupe de soldats jouant aux cartes est attaqué par des démons, attaque dont seul le personnage contrôlé par le joueur (le Doomguy) parvient à réchapper. Deux mois plus tard, Carmack abandonne son idée de monde ouvert. Carmack décrète notamment que le jeu n’a pas besoin d’un scénario et demande à Tom  d’aider Romero à tester les possibilités du moteur de jeu, celui-ci abandonnant alors son idée de scénario.

### Conception artistique
De leur côté, Adrian Carmack et Kevin Cloud commencent à travailler sur l’apparence des créatures du jeu. Ils dessinent alors les créatures les plus hideuses qu’ils puissent imaginer : l’Imp, une bête rappelant un BigFoot couvert de fourrure et de pointes d’acier ; le Démon, une sorte de taureau renifleur rose avec des cornes et des dents ensanglantées ; et le Cyberdémon avec son torse éventré et une arme à la place du bras.
Pour cela, ils ont une approche différente de celle utilisée pour modéliser les créatures de Wolfenstein 3D. Au lieu de dessiner chaque image des animations des monstres, ils décident de sculpter les différentes créatures avec de l’argile puis de les prendre en photo dans différentes positions. Ils numérisent ensuite ces photos avant de les coloriser et de les animer en utilisant un programme écrit par John Carmack, baptisé le Fuzzy Pumper Palette Shop.

### Conception des niveaux
Les premiers niveaux du jeu sont conçus par Tom Hall, qui s’inspire pour cela de ses recherches sur l’architecture militaire que Carmack lui avait demandé d’effectuer.
Au cours de l’été 1993, ces niveaux sont inclus dans une première version du jeu qui est distribuée à des amis des développeurs, à des testeurs et à quelques journalistes triés sur le volet. Malgré l’enthousiasme qui accueille cette première version, Carmack et Romero ne sont cependant pas satisfaits des niveaux conçus par Tom, qu’ils jugent comme étant trop banals. Romero décide alors de partager avec le reste de l’équipe sa vision de la conception des niveaux de Doom. Pour cela, il s’isole dans son bureau et retravaile les niveaux afin de transformer les bases militaires créées par Tom en quelque chose de plus bizarre, abstrait et distordu. Après plusieurs jours de travail, il présente le résultat qui donne un aperçu des possibilités offertes par le moteur de jeu de Carmack : des murs inclinés, des espaces ouverts révélant l’extérieur de la base, des effets de lumière, des monstres émergeant de la pénombre, etc. Le résultat est accueilli avec enthousiasme par le reste de l’équipe, les niveaux de Romero devenant la référence et les niveaux conçus par Tom étant retirés du jeu.
Après le départ de Tom Hall, Carmack et Romero décident de recruter un nouveau concepteur afin d’assister Romero dans la conception des niveaux. Ils reçoivent alors la candidature de Sandy Petersen, le créateur du jeu de rôle l'Appel de Cthulhu, et décident de le recruter après s’être assurés qu’il était en phase avec leur vision du jeu.
L’ensemble des niveaux du jeu a donc été conçu par Romero et Petersen, chacun étant responsable de l’architecture de ces derniers, mais aussi du positionnement des monstres, des armes, des bonus et des objets. Le style des deux concepteurs se révèle alors très différent mais complémentaire. Ainsi, les niveaux du jeu imaginés par Romero sont « crus et brutaux », ce dernier mettant notamment l’accent sur la mise en scène des situations de combat. De son côté, Petersen a un style plus « cérébral et stratégique » et va notamment créer un niveau dans lequel le seul moyen de tuer des ennemis est de tirer dans des barils d’explosifs au bon moment.

### Bande originale
La bande-son de type heavy metal et les effets spéciaux sont réalisés par Bobby Prince. S’ajoute à cela Paul Radek pour la programmation des sons,.

### Inspirations
Le jeu est inspiré de plusieurs films culte, notamment Alien le retour, Terminator, La Mouche et The Thing.
La musique du thème principal est très proche du riff du titre No Remorse du groupe Metallica.
On y retrouve aussi des musiques inspiré du groupe Pantera, dont This Love (en), Mouth for War (en) et Rise, toutes sorties sur l'album Vulgar Display of Power.
On y retrouve enfin des musiques inspiré du groupe Slayer, notamment Behind the Crooked Cross, Criminally Insane ainsi que la batterie de la chanson South of Heaven.

## Technologie du moteur graphique

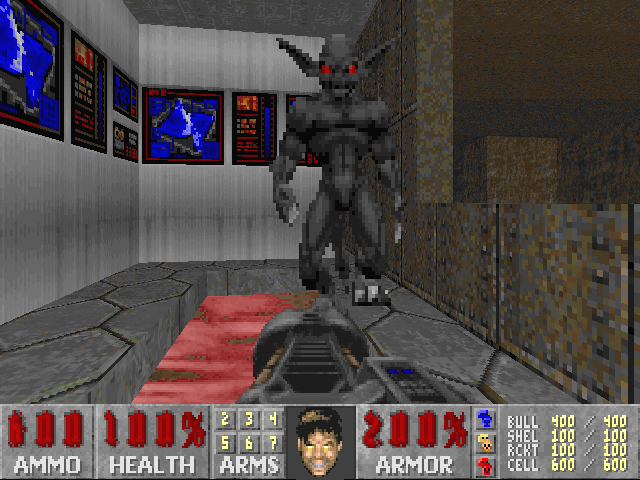
Capture d’écran de Freedoom, une reproduction libre de Doom, donnant une idée des graphismes et de l’interface du jeu original.

Doom est basé sur la technologie raycasting utilisée auparavant dans Wolfenstein 3D. Au moment de sa sortie, le jeu se distingue par des graphismes en trois dimensions (3D) réalistes, inégalés alors par les autres jeux en graphismes calculés en temps réel fonctionnant sur les ordinateurs personnels de l'époque.
Les améliorations apportées par rapport à Wolfenstein 3D, la précédente réalisation d’id Software, ont été permises par des ajouts de fonctionnalités au Doom engine, réellement novatrices à plus d’un titre :
- différence de hauteur (toutes les pièces dans Wolfenstein 3D ont la même hauteur) ;
- murs non perpendiculaires (tous les murs dans Wolfenstein 3D se trouvent le long d’une grille orthonormée) ;
- balancement de l’arme (dans Wolfenstein 3D, le bras reste fixe quelle que soit l’action du personnage), ce qui donne une impression de fluidité lorsque le personnage marche ou court ;
- surfaces pouvant être texturées (dans Wolfenstein 3D, le sol et le plafond ont une couleur unie) ;
- intensité lumineuse variable (dans Wolfenstein 3D, tout est éclairé uniformément), ce qui augmente le réalisme dans le jeu, permettant des effets tels que des accentuations et des ombrages. L'atmosphère du jeu et même le gameplay y gagnent par l’utilisation des variations de luminosité (passage rapide et continu de l’obscurité à la lumière, ou de l'obscurité d'un couloir étroit à l'éclairage d'une immense salle) et des éléments difficilement distinguables qui sont utilisés comme autant de moyens pour effrayer ou troubler le joueur ;
- mode multijoueur qui permet de jouer contre d’autres joueurs, à deux par modem téléphonique ou jusqu’à quatre en réseau local. Les joueurs ont la possibilité de coopérer entre eux ou de se combattre. C’est à partir de ce jeu que la pratique des jeux en ligne s’est réellement développée.

Contrairement aux niveaux statiques de Wolfenstein 3D, ceux de Doom sont plus interactifs, la hauteur de plafond et de plancher, mais également de certaines zones délimitées peuvent changer dynamiquement pendant le jeu, ce qui permet de créer des ascenseurs, des ponts mobiles, de former graduellement des escaliers à partir d'un sol plat ou de produire des effets multiples (avec l'éditeur de map, on peut aussi plonger sous l'eau). La sensation de réalisme de l’environnement est augmentée encore par l’utilisation du son stéréo qui permet au joueur de localiser avec précision un bruit et, ainsi, de l'associer avec ce qui l'a émis.
Le programmeur John Carmack a dû se servir de plusieurs astuces pour que l’ensemble de ses améliorations fonctionne sans latence sur les ordinateurs personnels en 1993. La plus significative est que les niveaux de Doom ne sont pas réellement en trois dimensions ; ils sont en fait représentés sur un plan, avec les différentes élévations ajoutées séparément. Cette astuce est, encore aujourd’hui, employée par de nombreux jeux lorsqu’il est nécessaire de créer des environnements extérieurs gigantesques. Ceci conduit toutefois à plusieurs limitations conceptuelles : il n’est, par exemple, pas possible qu’une pièce se trouve au-dessus d’une autre. Cependant, cette représentation bidimensionnelle a l’avantage de permettre un rendu très rapide, en utilisant la méthode du « découpage binaire de l’espace » (partition binaire de l'espace, en anglais BSP). L’autre avantage est de simplifier l’affichage du plan des niveaux sans risque de recouvrement.
Un autre élément important du moteur de Doom est son approche modulaire qui permet au contenu du jeu d’être remplacé en chargeant un fichier WAD personnalisé. Wolfenstein 3D n’avait pas été conçu pour être extensible, mais les fans avaient néanmoins trouvé comment créer leurs propres niveaux. Doom, lui, a été conçu pour faciliter cette manipulation. Cette capacité à créer des scénarios personnalisés a certainement contribué de manière significative à la popularité et la durée de vie du jeu.

## Versions

### Sur PC
La version MS-DOS de Doom est publié en shareware le 10 décembre 1993 à midi sur plusieurs sites de téléchargement. Une version améliorée du jeu, baptisé The Ultimate Doom, est ensuite publiée le 30 avril 1995. Celle-ci inclut un épisode supplémentaire, baptisé Thy Flesh Consumed.
Le jeu est également publié pour Windows 95 le 20 août 1996 sous le titre Doom 95.
Clin d’œil des développeurs, le port de communication utilisé du logiciel est le « 666 », en référence au Diable. Voir ici la Liste de ports logiciels.

## Accueil

### Critiques

#### Sur PC
| Doom sur PC (1993)       |      |       |
| Média                    | Nat. | Notes |
| AllGame                  | US   | 4/5   |
| Computer and Video Games | US   | 93%   |
| Computer Gaming World    | US   | n/a   |
| Datormagazin             | DE   | 4/5   |
| Edge                     | US   | 7/10  |
| Gen4                     | FR   | 95%   |
| Jeuxvideo.com            | FR   | 18/20 |
| Joystick                 | FR   | 96 %  |
| PC Joker                 | DE   | 79%   |
| PC Player                | US   | 85%   |
| Compilations de notes    |      |       |
| MobyGames                | US   | 88%   |
| GameRankings             | US   | 86,6% |

Doom est livré le 10 décembre 1993 à midi sur plusieurs sites de téléchargement ; cette date est parfois surnommée par les anglophones Doomsday (littéralement : « le jour du Jugement dernier »). Tous les aficionados de Wolfenstein 3D attendaient avec impatience le nouveau jeu ; Doom est pour beaucoup une véritable révolution et, d’après le journaliste Daniel Ichbiah, l’une des raisons de la baisse de la productivité constatée dans les entreprises et les universités américaines lors de l’année 1994. Un utilitaire spécial de « désinfection », permettant d’éradiquer le jeu, fut même créé pour empêcher que trop de personnes ne jouent à Doom sur des postes informatiques normalement réservés à des tâches plus sérieuses.
De 1993 à 1996, les ventes globales de Doom dépassent les 2 millions d’exemplaires, et si l’on ajoute les copies diffusées en shareware, le nombre des utilisateurs pour la même période s’élève à près de 30 millions, ce qui a fait de Doom, l’un des jeux sur ordinateur les plus populaires de tous les temps, au même titre que Tetris[réf. souhaitée]. Cet état de fait avait en son temps été grandement favorisé par la décision d'id Software, faisant le choix de diffuser son jeu gratuitement sur Internet sans rien demander aux utilisateurs, ayant même autorisé les copies. En fait, seul le premier des trois épisodes était en diffusion gratuite (shareware), le joueur pouvant acquérir la version complète du jeu pour une somme relativement modique.
Dès la première année, 140 000 exemplaires sont acquis de cette façon, pour un chiffre d’affaires global en 1994 de 7,7 millions de dollars. L’absence d’intermédiaires entre le producteur et les consommateurs a généré un profit record à 85 % du chiffre d’affaires, alors que dans l’industrie du jeu vidéo, il se situe généralement plutôt à 15 %. Ce nouveau modèle de vente, très anticonformiste, servit de référence pour l’ère du commerce électronique, en montrant qu’une petite startup pouvait concurrencer les entreprises établies. Ce système fut souvent copié, en particulier par Netscape pour son logiciel de navigation sur Internet.
id Software réussit à transformer des centaines de milliers de joueurs occasionnels en zélateurs enthousiastes et à faire de Doom un phénomène sans précédent. Partout dans le monde, des joueurs développent de nouveaux décors, de nouveaux scénarios originaux, des sites internet ou encore des forums de discussion qui confèrent au jeu une popularité mémorable. D’autres démontent même le code du logiciel pour créer des outils permettant de le faire évoluer, donnant naissance à des centaines d’extensions et nouveaux modes de jeu. Ces extensions multiplient l’intérêt du jeu et amplifient le phénomène, en permettant aux joueurs de récupérer des centaines de niveaux et modes de jeu supplémentaires. En décembre 1997, id Software suit le mouvement, en publiant de manière officielle les spécifications de Doom. Cette ouverture a contribué à assurer la pérennité et la popularité de Doom face à de nombreux autres jeux concurrents qui ont tenté de reproduire son succès en copiant son concept. Lorsqu'en 1996, id Software sort son nouveau jeu Quake, le succès est immédiat.

#### Sur PlayStation
| Doom sur PlayStation (1996) |      |       |
| Média                       | Nat. | Notes |
| AllGame                     | US   | 3.5/5 |
| IGN                         | US   | 70%   |
| Joypad                      | FR   | 95 %  |

#### Sur Saturn
| Doom sur Saturn (1997) |      |       |
| Média                  | Nat. | Notes |
| AllGame                | US   | 1.5/5 |
| GameSpot               | US   | 31%   |

#### Sur Game Boy Advance
| Doom sur GBA (2001)   |      |       |
| Média                 | Nat. | Notes |
| Eurogamer             | US   | 8/10  |
| GameSpot              | US   | 79%   |
| GameSpy               | US   | 84%   |
| IGN                   | US   | 89%   |
| Jeuxvideo.com         | FR   | 17/20 |
| Compilations de notes |      |       |
| Metacritic            | US   | 81%   |
| GameRankings          | US   | 79.9% |

### Réactions
Devant le succès de Doom, de nombreuses personnes commencent à s’interroger sur un « tel jeu qui fait la part belle aux effusions de sang et aux fusillades avec une imagerie très réaliste », selon les paroles du sénateur américain Joseph Lieberman,. L'hebdomadaire Newsweek se demande ce qu’il faut penser d’un « système dans lequel le compétiteur est félicité, encouragé, promu après avoir semé le carnage sur son passage » et assimile un tel engouement à de la « démence » lorsque cette sorte de jeu fait appel à un instinct « primaire dans des psychés encore peu formées et encore enclines à des comportements butés ».
Hillary Clinton, alors première dame du président des États-Unis Bill Clinton, déclare « Je suis scandalisée par certains jeux vidéo (…) Le fait de participer activement à des jeux violents pourrait s’avérer bien pire que la position d’observateur passif devant la télévision, du fait de l’implication dans l’action ». Elle propose de mettre en place un système de classification.
L’un des créateurs du jeu, mormon de surcroît, Sandy Petersen, répond à ces critiques en disant que dans le jeu on ne tue que des démons, pas des « créatures du bien » ; le joueur est considéré comme la « créature du bien » car c’est lui qui sauve le monde.
Le jeu a suffisamment impressionné techniquement pour qu’en 1996, à la suite de la décision du commandement de l’US Marine Corps d’améliorer les exercices servant à valoriser les réactions et la prise de décision des soldats (Military Thinking and Decision Making Exercises), Doom soit évalué comme un wargame. La modification Marine Doom est alors développée par le Marine Corps Modeling and Simulation Management Office (MCMSMO), pour adapter le jeu en une simulation de combat en équipe, puis intégrée dans le cursus de formation du personnel combattants de l’US Marine Corps. En 1998, le code est adapté pour Doom II ; Doom fait donc aussi partie de la grande famille des logiciels militaires de simulation de combat.
On peut également noter que Doom figure parmi les jeux préférés d’Eric Harris, l’un des auteurs du massacre du lycée de Columbine. Rien ne prouve que Doom n'ait causé l’état d’esprit du garçon. Lui-même nie les effets des films et des jeux vidéo dans son journal personnel. Pourtant, certains parents des victimes portent plainte contre les médias « violents » ; la plainte est rejetée par la justice. Comme de nombreux passionnés du jeu, Eric Harris avait créé, de façon amateur, plusieurs scénarios, aujourd'hui disponibles à titre documentaire sur un site en hommage aux victimes du massacre. Aucune de ses créations ne se base sur la géographie du lycée de Columbine, contrairement à une idée répandue alors.

## Influence

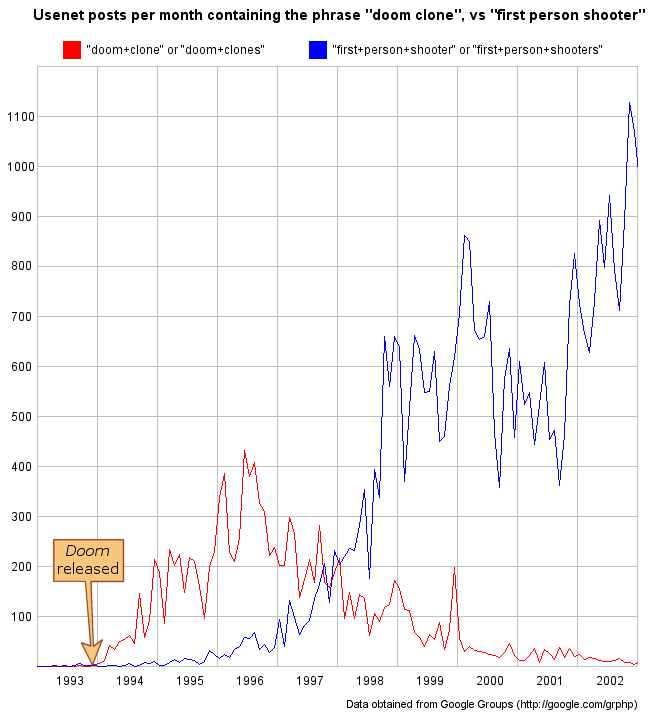
Évolution de l’apparition dans les forums Usenet de l’expression « Doom clone » (en rouge) par rapport à « first person shooter » (en bleu).

Le succès de Doom étant au rendez-vous, le jeu devient vite le modèle d’un nouveau genre de jeux vidéo destinés aux jeunes adultes, auxquels il donne son nom : le « Doom-like » (littéralement, « à la manière de Doom », en anglais), ou First person shooter (FPS). Ce type de jeu va culminer au top des ventes avec des titres comme Duke Nukem, la série des Quake ou le jeu Half-Life.
Historiquement, Doom n’est pourtant pas le premier jeu de tir à la première personne : auparavant, id Software avait déjà proposé le controversé Wolfenstein 3D, fonctionnant sur le même principe, mais dans lequel le but était de tuer des nazis. La suite Return to Castle Wolfenstein, sort en 2001. La distribution en partagiciel contribue grandement à la popularité de Doom.
Après sa sortie, de nombreux jeux se basent sur sa jouabilité et sont perçus au début comme de simples clones. Pour cette raison, on qualifie alors tous les jeux de tir à la première personne de « Doom-like » ou de « Doom-clone ». Ce n’est que plus tard que le terme FPS pour first person shooter — jeu de tir à la première personne en français — se répand.
De nos jours, on n’utilise le terme « doom like » que pour désigner les jeux de tir à la première personne où il faut tirer sur tout ce qui bouge, par opposition aux jeux de tir à la première personne réalistes (comme Rainbow Six), densément scénarisés (comme Half-Life) ou fortement axés sur l’aspect jeu de rôle (comme Deus Ex).
On peut préciser que les termes « doom like » et « quake like » désignent également la différence de gameplay du jeu concerné :
Dans un « doom like », le joueur ne gère que la visée horizontale, la visée verticale étant automatique. La souris n'agit que sur l'axe horizontal, l'axe vertical est fixe. On le voit à l'arme qui vise toujours en face, même pour toucher des ennemis plus hauts ou plus bas que le joueur.
Dans un « quake like », le joueur doit gérer la visée sur les deux axes de la souris, l'horizontale et la verticale, ce qui ajoute un peu de difficulté. C'est ce gameplay qui s'imposera en tant que nouveau standard car plus réaliste et immersif. Tous les FPS modernes sont des « quake like ».

## Suites
Doom connaît plusieurs suites, notamment :

### Doom II
Doom II: Hell on Earth (1994) est la suite de Doom : le jeu contient 32 niveaux, dont deux niveaux secrets (interdits en Allemagne car contenant des croix gammées). En fait, ces deux niveaux sont repris du jeu Wolfenstein 3D. Introduction d'une nouvelle arme, le super-shotgun, et de nouveaux monstres, comme le Revenant ou le Mancubus. En 1997, le code-source du moteur graphique de Doom II, comme celui de son prédécesseur, est distribué sous la licence libre GPL, ce qui lui permet de connaître lui aussi une nouvelle jeunesse grâce à des « portages » exécutables, développés par des programmeurs amateurs. Certains portages permettent une modification profonde du comportement du jeu (nouveaux monstres, armes supplémentaires, mortalité plus élevée, etc.).
- Master Levels for Doom II (1995), sorti peu de temps avant l'arrivée du jeu Quake, est une extension ajoutant 21 nouveaux niveaux pour Doom II; elle fut commandée par Id Software aux plus grands créateurs de WADs de l’époque dans le but de concurrencer les CD des collecteurs qui sortaient un peu partout, en raison d’une licence d’exploitation très souple, mais qui ne leur rapportaient aucun bénéfice.

#### Final Doom
- Final Doom (1996) est un jeu inédit reprenant la structure des niveaux pour Doom II avec deux épisodes distincts (TNT: Evilution et The Plutonia Experiment) de 32 nouveaux niveaux chacun encore plus difficiles, créés par une équipe amateur, TeamTnT et les frères Milo et Dario Casali.

### Doom 64
Doom 64 (1997) est un jeu original crée spécifiquement pour la Nintendo 64, avec 32 niveaux totalement inédits.
En 2020, Nightdive Studios sort un port officiel sur PC, PlayStation 4, Xbox One et Nintendo Switch, le jour de la sortie de Doom Eternal, avec lequel il pouvait également être acquis comme bonus de précommande.
- The Lost Levels (2020) est un épisode supplémentaire développé par Nightdive Studios et inclus dans le port PC. Il fait le lien entre Doom 64 et Doom (2016), suivant ainsi la volonté des développeurs de Doom Eternal d'inscrire les nouveaux jeux dans une continuité avec les épisodes précédents.

### Doom 3
Doom 3 (2004) est un reboot de Doom 1 et 2 construit avec un moteur 3D novateur id Tech 4 : conçu en interne en utilisant la bibliothèque OpenGL, il permet l’introduction des effets de lumière et d’éclairages dynamiques, ainsi qu'un rendu 3D de pointe.
- Doom 3: Resurrection of Evil (2005) (« La Résurrection du Mal » en français) est une extension de Doom 3. Cette suite consiste à éliminer une fois de plus le mal de la base sur Mars en mettant fin aux jours du boss invaincu à la fin de Doom 3, Malcolm Betruger.

#### Doom 3: BFG Edition
- Doom 3: BFG Edition (2012) est la version dite « améliorée » de Doom 3[note 3],[65], incluant une nouvelle versions d’Ultimate Doom, de Doom II: Hell on Earth (avec un nouvel épisode pour ce dernier, No Rest For the Living, auparavant publié pour la version Xbox de Doom), plus l'addon Resurrection of Evil pour Doom 3. Une des différences de cette nouvelle version est la disparition du logo de la Croix-Rouge, remplacé par un point rouge sur les différents équipements médicaux au sein du jeu.

### Doom(2016)
Doom (2016) est un reboot du jeu original. En avril 2008, id Software annonce officiellement le développement de Doom 4. Un trailer est dévoilé a l'E3 2014 et du gameplay est dévoilé a la Quakecon 2014. Le jeu sort en mai 2016 sous le titre de Doom.

### Doom Eternal
Doom Eternal (2020) est la suite directe du précédent Doom sorti en 2016 : il est annoncé à l'E3 2018 par Bethesda et les premières vidéos de gameplay sont montrées lors de la Quakecon 2018. Il est notamment développé avec la dernière version du moteur graphique id Tech, id Tech 7. Il est disponible le 20 mars 2020.

### Doom: The Dark Ages
Doom: The Dark Ages (2025) est le huitième jeu principal de la franchise Doom et le troisième volet de la série moderne. Il sert narrativement de préquelle à Doom et Doom Eternal, se déroulant dans un royaume au Moyen Âge et décrivant l'histoire de l'origine du Doom Slayer alors qu'il se bat pour protéger la terre des forces de l'enfer.

## Héritage

### Apports de la communauté des joueurs
En dehors du PC, les différentes versions de Doom sont aussi adaptées sur de nombreuses autres plates-formes informatiques ou consoles de jeux vidéo. De nombreux CD collectors sont mis sur le marché, tels que « The Depths of Doom Trilogy » (contenant The Ultimate Doom + Doom II + Master Levels for Doom II), « D!Zone », « Demongate », « Megas BBS » (regroupant des WADs pour multijoueurs), etc.
Doom continue aussi de vivre grâce aux milliers de niveaux publiés (appelés « Where's All the Data » — ou WAD, du nom de l’extension du fichier du jeu), retouchés ou compilés dans des megawads, dont les difficiles séries Hell Revealed, sa suite Hell Revealed II ou Alien Vendetta. Le jeu est particulièrement adaptable, malgré les limitations techniques de son moteur graphique : certains WADs permettent, par exemple, de combattre des xénomorphes ou de jouer à Batman ou James Bond. Enfin, Doom est le théâtre de compétitions entre joueurs : on cherche à réaliser tel niveau — voire le jeu complet — le plus vite possible (speedruns) ou en limitant le choix des armes, etc.
En 1997, le code source du jeu est libéré (utilisation gratuite), permettant à de nombreux programmeurs de réaliser des portages apportant souvent des améliorations significatives au jeu, comme l'intégration de modèles 3D, des textures améliorées, des fonctionnalités supplémentaires, etc. Ces différents portages ont des buts distincts : ils visent plutôt l'amélioration graphique comme le Doomsday Engine, les nouvelles fonctionnalités comme Boom ou ZDoom ou même une fidélité optimisée avec les anciennes versions du jeu comme Chocolate Doom. Le portage PrBoom servit à élaborer la version iPhone de Doom.
Certaines extensions (WAD ou autres) modifient le jeu de façon très significative : 
- tous deux conçus pour ZDoom (et les portages compatibles) ;
- « Stronghold — On The Edge Of Chaos » (2010)[69] offre une nouvelle expérience de jeu en proposant au joueur d'agir comme protecteur d'une forteresse ;
- Brutal Doom (2012) propose de nombreuses améliorations, dont des effets visuels extrêmement gores et ultra violents.

Il existe même des jeux alternatifs utilisant le moteur de Doom pour jouer dans d'autres univers, sans que l'on ait besoin de posséder un jeu Doom au départ. Dans les années 1990, les variantes commerciales les plus connues furent Heretic et Hexen dans un univers médiéval-fantastique, et Strife dans un univers post-apocalyptique.
Plusieurs univers gratuits sont disponibles pour être joués avec le Doom Engine ou les portages de Doom : parmi les plus anciens HACX et Chex Quest, variante pour enfants distribuée dans des boîtes de céréales ; parmi les productions récentes conçus pour ZDoom (et les ports compatibles), on trouve Harmony et Urban Brawl. Freedoom est un clone de l'univers de Doom, avec des graphismes alternatifs libres de droits.
Il résulte de tout ceci que, plus de vingt ans après sa création, Doom est toujours en pleine vitalité et occupe les loisirs de nombreux joueurs et développeurs à travers le monde.

### Produit dérivé

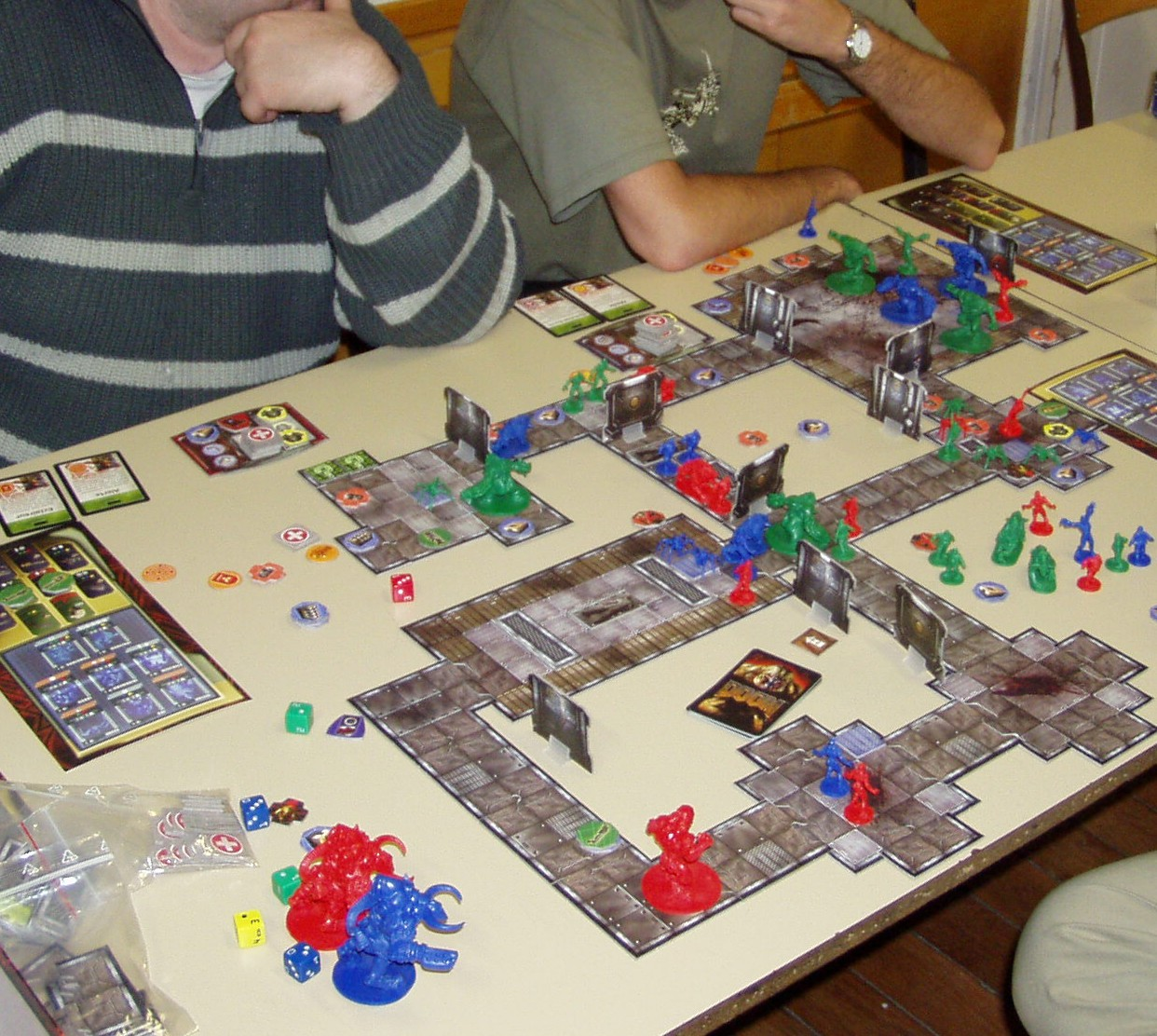
Le jeu de plateau tiré de l'univers de Doom.

Doom: The Boardgame (en) (2004) : jeu de plateau de Kevin Wilson tiré de l'univers de Doom, publié par Fantasy Flight Games.

### Adaptation au cinéma
- Doom (2005), film de Andrzej Bartkowiak (qui utilise spécifiquement  l'histoire de Doom 3), avec notamment les acteurs Karl Urban et Dwayne Johnson.